# Xã Heath Creek, Quận Pettis, Missouri
Xã Heath Creek (tiếng Anh: Heath Creek Township) là một xã thuộc quận Pettis, tiểu bang Missouri, Hoa Kỳ. Năm 2010, dân số của xã này là 624 người.